# 法拉山
84°22′S 164°55′E / 84.367°S 164.917°E
法拉山（Mount Falla），是南極洲的山峰，位於沙克爾頓海岸，處於斯通豪斯山東北面6公里，屬於亞歷山德拉皇后山脈的一部分，海拔高度3,825米，在1958年1月由英聯邦探險隊發現，現時由南極條約體系管理。